# Temple Ashbrook
Temple Ashbrook   (Paris, 23 de maig de 1896 - 21 de febrer de 1976) va ser un regatista estatunidenc que va competir durant la dècada de 1930.
El 1932 va prendre part en els Jocs Olímpics de Los Angeles, on va guanyar la medalla de plata en la categoria de 6 metres del programa de vela. Navegà a bord del Gallant junt a Robert Carlson, Frederic Conant, Charles Smith, Donald Wills i Emmett Davis.